# ブロッホ群
数学において、ブロッホ群（英: Bloch group）はブロッホ・ウィグナーの関数の線形関係式を記述する群であり、高次のブロッホ群は一般にブロッホ・ススリン複体のコホモロジー群として定義される。複体の名前はスペンサー・ブロッホ (Spencer Bloch) とアンドレイ・ススリン (Андре́й Су́слин) に因む。ブロッホ群は以下に述べるように多重対数関数、双曲幾何学、代数的K理論などと密接に関係している。 

## ブロッホ・ウィグナーの関数
二重対数関数は |z| < 1 に対して次の冪級数で定義される。
{\displaystyle \operatorname {Li} _{2}(z)=\sum _{k=1}^{\infty }{\frac {z^{k}}{k^{2}}}}
この冪級数から二重対数関数の積分表示
{\displaystyle \operatorname {Li} _{2}(z)=-\int _{0}^{z}\log(1-t)\;{\frac {dt}{t}}}
が得られる。ただし二重対数関数は2点 0, 1 で分岐しモノドロミー（多価性）を持つため、積分表示が冪級数表示に一致するためには 0 から z への積分路は {\displaystyle z\in \mathbb {C} \setminus \{0,1\}} の非自明なサイクルを含まないようなものをとる必要がある。（一見すると z = 0 に分岐はないように見えるが、実は z = 1 を周回したシート上に z = 0 の分岐が現れる。）この積分表示によって Li2(z) は {\displaystyle z\in \mathbb {C} \setminus \{0,1\}} の普遍被覆空間に正則に解析接続される。
ブロッホ・ウィグナーの関数は二重対数関数を用いて次のように定義される。
{\displaystyle D_{2}(z)=\Im (\operatorname {Li} _{2}(z))+\arg(1-z)\log \left|z\right|}
D2(z) には次のような著しい性質がある。
- D2(z) はモノドロミーを持たず {\displaystyle \mathbb {C} \setminus \{0,1\}} 上の一価実解析的関数になる。
- {\displaystyle D_{2}(z)=D_{2}\left({\frac {z-1}{z}}\right)=D_{2}\left({\frac {1}{1-z}}\right)=-D_{2}\left({\frac {1}{z}}\right)=-D_{2}(1-z)=-D_{2}\left({\frac {z}{z-1}}\right).}
- {\displaystyle D_{2}(x)+D_{2}(y)+D_{2}\left({\frac {1-x}{1-xy}}\right)+D_{2}\left(1-xy\right)+D_{2}\left({\frac {1-y}{1-xy}}\right)=0.}

最後の恒等式は本質的に二重対数関数に対するアーベルの5項関係式である (Abel 1881)。

## ブロッホ群の定義
K を体とし、{\displaystyle \mathbb {Z} (K)=\mathbb {Z} [K\setminus \{0,1\}]} を {\displaystyle K\setminus \{0,1\}} の元 x に対する [x] により Z 上生成された自由加群とする。また {\displaystyle {\mathcal {D}}(K)} を
{\displaystyle [x]+[y]+\left[{\frac {1-x}{1-xy}}\right]+[1-xy]+\left[{\frac {1-y}{1-xy}}\right]}
の形の元の生成する Z(K) の部分加群とし、{\displaystyle {\mathcal {A}}(K)=\mathbb {Z} (K)/{\mathcal {D}}(K)} と定めよう。いまブロッホ・ウィグナーの関数の定義域を Z(C) に線形に拡張し、x = Σnj[xj] ∈ Z(C) に対して D2(x) = ΣnjD2(xj) と定める。すると D2 の 5項関係式は
{\displaystyle x\in {\mathcal {D}}(\mathbb {C} )\Rightarrow D_{2}(x)=0}
と言い換えられ、従って D2 は {\displaystyle {\mathcal {A}}(\mathbb {C} )} 上定義される。さて、
{\displaystyle d\colon {\mathcal {A}}(K)\longrightarrow \wedge ^{2}(K^{\times })}
を、{\displaystyle x\in K\setminus \{0,1\}} に対しては d[x] = x∧(1−x) と定め、これを Z(K) に線形に拡張したものとする。（d が {\displaystyle {\mathcal {A}}} 上 well-defined であることをみるには {\displaystyle {\mathcal {D}}(K)\subset \ker d} をチェックする必要がある。）このときブロッホ群 {\displaystyle {\mathcal {B}}_{2}(K)} を
{\displaystyle {\mathcal {B}}_{2}(K)=\ker d}
と定義する (Bloch 1978)。松本の定理により {\displaystyle {\mathcal {K}}_{2}(K)} を 2次の代数的K群として {\displaystyle {\mathcal {K}}_{2}(K)=\operatorname {coker} d} が知られている。{\displaystyle {\mathcal {B}}_{2}(\mathbb {C} )} は D2 の線形関係式を完全に記述する群である。すなわち次が成り立つ。
{\displaystyle x\in {\mathcal {B}}_{2}(\mathbb {C} )\Leftrightarrow D_{2}(x)=0.}

## K3とブロッホ群の関係
K を無限体とする。このとき {\displaystyle c=[x]+[1-x]\in {\mathcal {B}}_{2}(K)} は x の取り方に依らない。GM(K) を無限次単項行列のなす GL(K) の部分群、BGM(K)+ をキレンのプラス構成とすると、
{\displaystyle \operatorname {coker} \left[\pi _{3}(\operatorname {BGM} (K)^{+})\rightarrow {\mathcal {K}}_{3}(K)\right]=(2c)^{-1}{\mathcal {B}}_{2}(K)}
が成り立つ (Suslin 1990)。ここで {\displaystyle {\mathcal {K}}_{3}(K)=\pi _{3}(\operatorname {BGL} (K)^{+})} は 3次の代数的K群である。
さらに、ミルナーのK群を {\displaystyle {\mathcal {K}}_{3}^{M}} として、{\displaystyle {\mathcal {K}}_{3}(K)_{\mathrm {ind} }=\operatorname {coker} ({\mathcal {K}}_{3}^{M}(K)\rightarrow {\mathcal {K}}_{3}(K)),\;}　{\displaystyle \operatorname {Tor} (K^{\times },K^{\times })^{\sim }} を {\displaystyle \operatorname {Tor} (K^{\times },K^{\times })} のただ一つの非自明な Z/2Z 拡大とする。このとき以下の完全列が知られている。
{\displaystyle 0\longrightarrow \operatorname {Tor} (K^{\times },K^{\times })^{\sim }\longrightarrow {\mathcal {K}}_{3}(K)_{\mathrm {ind} }\longrightarrow {\mathcal {B}}_{2}(K)\longrightarrow 0.}

## 3次元双曲幾何学との関係
ブロッホ・ウィグナー関数 {\displaystyle D_{2}(z)} は {\displaystyle \mathbb {C} \setminus \{0,1\}=\mathbb {C} P^{1}\setminus \{0,1,\infty \}} 上の関数であり、次のような双曲幾何学的な意味を持つ。{\displaystyle \mathbb {H} ^{3}} を実3次元の双曲空間とし、{\displaystyle \mathbb {H} ^{3}=\mathbb {C} \times \mathbb {R} _{>0}} と半空間表示する。{\displaystyle \mathbb {H} ^{3}} の無限遠点の全体 {\displaystyle {\overline {\mathbb {H} ^{3}}}\setminus \mathbb {H} ^{3}} は {\displaystyle \mathbb {C} \cup \{\infty \}=\mathbb {C} P^{1}} とみなすことができる。無限遠点のみを頂点とする四面体を理想的四面体と呼び、{\displaystyle (p_{1},\ldots ,p_{3}\in \mathbb {C} P^{1})} を無限遠点上の頂点として {\displaystyle (p_{0},p_{1},p_{2},p_{3})\;} で表す。四面体の(符号付き)体積を {\displaystyle \left\langle p_{0},p_{1},p_{2},p_{3}\right\rangle } と表す。このとき、計量の定数倍を適切にとれば、四面体の複比は、
{\displaystyle \left\langle p_{0},p_{1},p_{2},p_{3}\right\rangle =D_{2}\left({\frac {(p_{0}-p_{2})(p_{1}-p_{3})}{(p_{0}-p_{1})(p_{2}-p_{3})}}\right)}
であり、特に {\displaystyle D_{2}(z)=\left\langle 0,1,z,\infty \right\rangle } である。{\displaystyle D_{2}(z)} の5項関係式は、退化した理想的 4単体 {\displaystyle (p_{0},p_{1},p_{2},p_{3},p_{4})} の境界の体積が 0 であることと
{\displaystyle \left\langle \partial (p_{0},p_{1},p_{2},p_{3},p_{4})\right\rangle =\sum _{i=0}^{4}(-1)^{i}\left\langle p_{0},\dots ,{\hat {p}}_{i},\dots ,p_{4}\right\rangle =0}
とは同値である。
加えて、3次元双曲多様体 {\displaystyle X=\mathbb {H} ^{3}/\Gamma } が与えられると、
{\displaystyle X=\bigcup _{j=1}^{n}\Delta (z_{j})}
と分解する。ここに {\displaystyle \Delta (z_{j})} は、理想四面体であり、それらの頂点はすべて {\displaystyle \partial \mathbb {H} ^{3}} 上の無限遠点にある。ここに {\displaystyle z_{j}} は {\displaystyle \operatorname {Im} z_{j}>0} となるある複素数である。各々の理想四面体は、{\displaystyle \operatorname {Im} z>0} となる複素数 {\displaystyle z} （四面体の頂点の複比となるが、）に対し {\displaystyle 0,1,z,\infty } を頂点とする理想四面体のひとつにアイソメトリック(isometric)である。このように、四面体の体積は一つのパラメータ {\displaystyle z} にのみ依存する。(Neumann & Zagier 1985) は、理想四面体 {\displaystyle \Delta } に対し {\displaystyle vol(\Delta (z))=D_{2}(z),} ただし {\displaystyle D_{2}(z)} はブロッホ・ウィグナーの二重対数、となることを示した。一般の 3次元双曲多様体に対し、理想四面体を互いに張り合わせることにより、
{\displaystyle vol(X)=\sum _{j=1}^{n}}
を得る。モストウの剛性定理は、{\displaystyle {\text{Im}}\ z_{j}>0} であるすべての {\displaystyle j} に対する四面体の体積の値が一意に定まることを保証している。

## 一般化
二重対数の代わりに、三重対数やさらに高次の多重対数を用いることで、ブロッホ群の概念は (Goncharov 1991) と (Zagier 1990) により拡張された。これらの一般化ブロッホ群 {\displaystyle {\mathcal {B}}_{n}} が、代数的K理論やモチヴィックコホモロジーと関係するということが、広く予想されている。また、(Neumann 2004)により定義された拡大されたブロッホ群のように、別の方向への一般化もある。